# Ултрафилтрација
Ултрафилтрација (УФ) је метода филтрације која се изводи на полупропусној мембрани коју карактеришу поре пречника од око 1-100 нм. У њој силе као што су притисак или градијенти концентрације покрећу раздвајање молекула кроз полупропусну мембрану. Суспендоване материје и растворене материје велике молекулске масе задржавају се у такозваном ретентату, док вода и растворене материје мале молекулске масе пролазе кроз мембрану у пермеат (филтрат). Овај процес сепарације се користи у индустрији и истраживању за пречишћавање и концентрисање макромолекуларних (103 до 106 Да) раствора, посебно протеина.
Ултрафилтрација се суштински не разликује од микрофилтрације. Обе методе  су одвојена на основу искључења величине или хватања честица. Она се фундаментално разликује од мембранске сепарације гаса, која се одваја на основу различитих количина апсорпције и различитих брзина дифузије. Ултрафилтрационе мембране су дефинисане граничном молекулском тежином  коришћене мембране.  
Ултрафилтрација може да се примењује у проточном или слепом режиму.   

## Принцип рада
Покретачка снага процеса је представљена разликом притиска (названом трансмембрански притисак (ТМП )), која се примењује узводно и низводно од филтерског медијума да би се обезбедио пролаз течности.
Трансмембрански притисак је повезан са падом притиска коме је изложена течност која пролази кроз мембрану (па што је мања величина мембранских рупа, већи је пад притиска који треба савладати). Током ултрафилтрације генерално се постиже трансмембрански притисак од приближно 0,15-15 ата (једнако 1÷100 псиг). 
Као и свака филтрација, поступак има за циљ да одвоји дисперговану фазу, која се састоји од чврстих честица, и течности, течности или гаса, који формирају континуирану фазу.
Суспензија се шаље на филтер медијум (мембрану) да би течност након што пролази кроз њу сакупља низводно као филтрат или пермеат. Суспендоване чврсте материје се задржавају, у целини или делимично, на површини мембране. Они чине ретентат.
Најчешће коришћени материјали у конструкцији УФ мембрана су ЦА ( целулозни ацетат, сада застарео), ПВДФ (поливинилиден флуорид), ПАН ( полиакрилонитрил), ПЕС ( полиетерсулфон ) и керамика. 
После 2005. године развијене су мембране од модификованог ПЕС-а и ПВДФ-а како би се повећала хидрофилност материјала намењеног да дође у контакт са водом која се филтрира.
Основни принцип ултрафилтрације користи одвајање растворених материја од растварача кроз полупропусну мембрану. Однос између притиска на раствор који се одваја и протока кроз мембрану најчешће се описује Дарсијевим законом:
{\displaystyle J={TMP \over \mu R_{t}}}
у коме је:
- J= проток (брзина протока преко површине мембране),
- TMP =трансмембрански притисак (разлика у притиску између струје и тока пермеата),
- μ = вискозност растварача,
- R t = укупни отпор (збир отпора мембране и отпора честица).

## Примена
Ултрафилтрација може одвојити бактерије, вирусе и протеине. Пример употребе ултрафилтрације је опоравак протеина из сурутке. Примене су вредне пажње у индустријској области, од прехрамбеног сектора до текстилне индустрије, од електрофоретског фарбања до процеса производње папира. 
Како је ултрафилтрација нашла широк спектар примена у вези са задацима одвајања високомолекуларних од нискомолекуларних компоненти. такви задаци могу наћи примену у следећим индустријама:
- прехрамбена и млечна индустрија
- фармацеутска индустрија
- текстилна индустрија
- хемијска индустрија
- металуршке индустрије
- производња папира
- индустрија коже.
- медиицински, нпр. у центрима за хемодијализу у којима се  ултрафилтрација одвија у хемофилтеру, на апаратима за хемодијализу, када је крвни притисак већи од притиска дијализата. Овом методом уклања се течност из крви, док крвне ћелије у њој остају нетакнуте.

## Ултрафилтрација у физиологији

### Ултрафилрација у бубрегу
У физиологији бубрега, ултрафилтрација се јавља на баријери између крви и филтрата у гломеруларној капсули (Бауманова капсула ). Као у небиолошким примерима ултрафилтрације, притисак (у овом случају крвни притисак ) и градијенти концентрације доводе до одвајања молекула кроз полупропусну мембрану (што омогућавају подоцити). Баоуманова капсула садржи густу капиларну мрежу која се зове гломерул. Крв улази у ове капиларе кроз аферентне артериоле и излази кроз еферентне артериоле.
Висок хидростатички притисак гура мале молекуле у тубуларну течност, као што су вода, глукоза, аминокиселине, натријум хлорид и уреа, кроз филтер, из крви у гломеруларној капсули преко базалне мембране Бауманове капсуле до бубрежних тубула. Овај процес се назива ултрафилтрација јер је добијена течност, скоро без великих протеина и крвних зрнаца,и назива се гломеруларни филтрат или ултрафилтрат.  Даља модификација ултрафилтрата, реапсорпцијом и секрецијом, он се претвара у мокраћу.
Гломеруларни притисак је око 75 милиметара живе (10 кПа). Њему се супротстављају осмотски притисак (30 ммХг, 4,0 кПа) и хидростатички притисак (20 ммХг, 2,7 кПа) растворених супстанци присутних у капсуларном простору. Ова разлика притиска се назива ефективни притисак (25 ммХг, 3,3 кПа).

### Ултрафилтрација у оку
Ултрафилтрација у оку подразумева филтрацију воде и у води растворених супстанци кроз ћелијску мембрану и кроз фенестриране капиларе цилијарних наставака тако да ултрафилтрат доспева у строму ових наставака на основу специфичних особина фенестра на капиларима цилијарних наставака. Процес ултрафилтрације плазме одиграва се у строми наставка цилијарног тела, која је добро васкуларизована са великим протоком крви
Овај ултрафилтрат који садржи високе концентрације протеина плазме (која износи и до 60% концентрације у плазми), обавља се услед релативног осмотског и хидростатског градијента притисака који постоји у капиларима и строми цилијарних наставака. Ултрафилтрација кроз цилијарни епител не утиче значајно на количину створене очне водице, али има веома значајно место у целокупном процесу стварања очне водице.
Ултрафилтрација представља важан сегмент у стварању очне водице, захваљујући којој се састојци плазме прелазе у строму цилијарних наставака, а онда се потискују у епител да би се активним транспортом из цилијарног епитела састојци транспортовали у задњу комору.